# Sinobatis bulbicauda
Sinobatis bulbicauda is een vissensoort uit de familie van de pootroggen (Anacanthobatidae). De wetenschappelijke naam van de soort is voor het eerst geldig gepubliceerd in 2008 door Last & Séret.